# Cryphocricos hungerfordi
Cryphocricos hungerfordi är en insektsart som beskrevs av Robert L. Usinger 1947. Cryphocricos hungerfordi ingår i släktet Cryphocricos och familjen vattenbin. Inga underarter finns listade i Catalogue of Life.